# CIAO1
CIAO1‏ (Cytosolic iron-sulfur assembly component 1) هوَ بروتين يُشَفر بواسطة جين CIAO1 في الإنسان.